# Palazzo Priuli Stazio

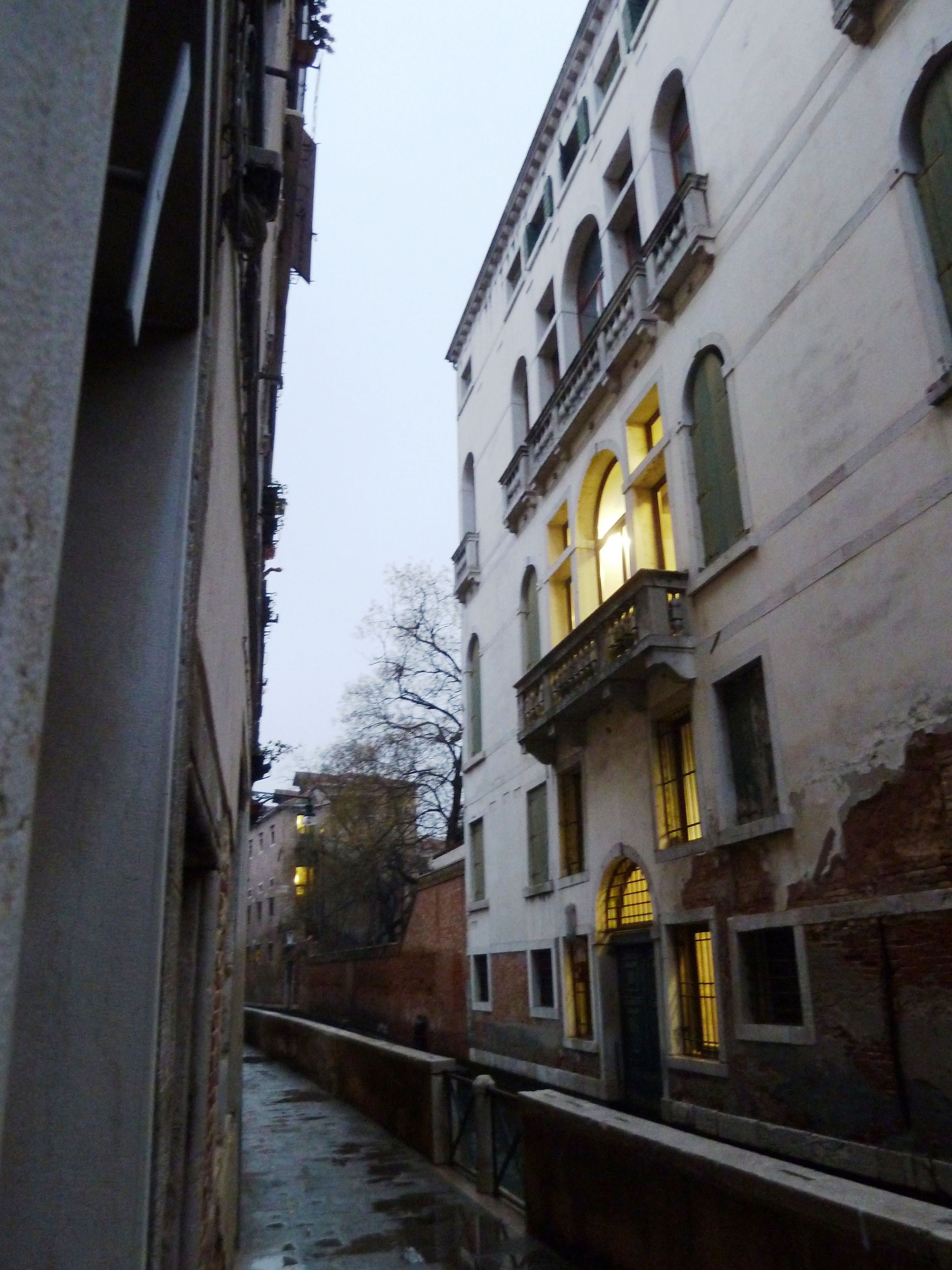
Fassade des Palazzo Priuli Stazio zum Rio del Megio

Palazzo Priuli Stazio ist ein Palast in Venedig in der italienischen Region Venetien. Er liegt im Sestiere Santa Croce in der Nähe der Kirche San Giacomo dall’Orio, zwischen der Calle del Megio im Osten und dem Rio del Megio im Westen.

## Geschichte
Erstmals wird der Palazzo Priuli Stazio in der bekannten Stadtkarte von Venedig von Jacopo de’ Barbari aus dem Jahr 1500 urkundlich erwähnt. Wir wissen, dass er anfänglich der Patrizierfamilie Surian gehörte, aber 1584 verkaufte ihn Giovanni Surian an die Bergamasker Familie Prezzato. Aus dieser Zeit stammt der Umbau des Palastes, die zur heutigen Form aus dem 16. Jahrhundert geführt hat.
1636 wurde der Palast von den Stazios, einer Wollhändlerfamilie, erworben, die ihn bis zum folgenden Jahrhundert behielten. 1701 fiel das Anwesen als Folge der Ehe zwischen Elisabetta Stazio und Michele Priuli „von Santa Sofia“ an die Familie des Bräutigams (und hieß in der Folge Palazzo Priuli Stazio). Die Familie wohnte dort bis 1853 und vermietete den Palast dann. 1859 wurde er an die Stadt Venedig verkauft.
Von diesem Moment an diente der Palast als Kaserne und erfuhr verschiedene Umgestaltungen, insbesondere, was die Aufteilung der Innenräume anging: Die Treppen wurden herausgerissen, Decken und Böden erneuert, die Hauskapelle abgerissen und zwei Galerien außen entfernt. Ab 1890 wurde das Haus in ein Schulinstitut umgewandelt, eine Funktion, das es immer noch als Hauptsitz der Mittelschule „Francesco Morosini“ innehat.
In den 1980er-Jahren wurde der Palazzo Priuli Stazio einer wichtigen Restaurierung unterzogen.

## Beschreibung
Der Palazzo Priuli Stazio hat einen U-förmigen Grundriss mit einem Vorhof an der Zugangsgasse, wie er typisch für die spätgotischen Paläste in Venedig ist.
Der Palast ist eine bemerkenswerte Konstruktion, die sich über sechs Stockwerke erstreckt. Jedes Geschoss hat innen einen großen Salon (Protego) mit Fenstern zur Gasse und zum Kanal, wogegen sich auf den Längsseiten die Nutzräume angeordnet sind.
Die Hauptfassaden, die zur Gasse und die zum Kanal, zeigen architektonische Elemente in istrischem Kalkstein, letztere ist besonders durch zwei venezianische Fenster übereinander und zwei Balustraden gekennzeichnet. Die anderen beiden Fassaden zu den Innenhöfen sind sparsamer in der Verwendung des istrischen Kalksteins, der hier auf die Dachtraufen beschränkt ist, und haben keine architektonischen Elemente. Vielleicht grenzten diese Teile an andere Gebäude an, die heute verschwunden sind.